# Білоруський опір
«Білоруський опір» (біл. «Беларускі Рэзыстанс») — неурядовий незалежний часопис, присвячений антинацистській та антикомуністичній боротьбі на теренах сучасної білоруської держави.

## Відомості про видання
Часопис було засновано 2004 року. «Білоруський опір» публікує наукові статті, огляди, реферати, біографічні та архівні матеріали, рецензії. У публікаціях висвітлюються невідомі сторінки білоруської антинацистської та антибільшовицької боротьби за незалежність — партизани, підпілля, спроби створення військових організацій.